# 千手院 (奈良県平群町)
千手院（せんじゅいん）は、奈良県生駒郡平群町信貴山にある信貴山真言宗の大本山で朝護孫子寺の塔頭寺院。朝護孫子寺の最古の塔頭であり、同時に最古の建造物・書院を有する。本尊は毘沙門天。境内には十一面観音を本尊とする観音堂や金運招福の銭亀善神を祀る堂がある。院内庭園には滝行場があり滝行が可能。写経、座禅、写仏などの修行ができる。宿坊も営んでいる。

## 歴史
信貴山千手院は、延喜年間（901年 - 923年）に創建された山内最古の寺院で朝護孫子寺（信貴山寺）の住職の自坊とされていた。寺号は毘沙門天の本地仏千手観音に因むという。
朝護孫子寺は信貴山城の戦いの兵火により焼失したため歴史を記す書物は少ないが、千手院は高瀬道常著『千手院代々記』と蓮体著『毘沙門天王秘宝蔵霊験記』などがあるために、江戸時代から現在までの有様を知ることができる。
歴代住職が伝統として、毎日、毘沙門護摩を修行している。信貴山参詣者の世話をする宿坊でもある。

## 境内
- 護摩堂 - 毘沙門三尊（毘沙門天・吉祥天・禅尼師童子）、不動明王、二十八使者、十一面観音、双身毘沙門天、阿弥陀如来、宝生如来、地蔵尊などを祀る。
- 観音堂 - 十一面観音を祀る。
- 銭亀堂 - 銭亀善神を祀る。
- 庫裏
- 書院
- 庭園
- 十三重石塔
- 大悲閣（信徒会館四階） - 千手観音、弘法大師、大黒天を祀る。
- 表門

## 歴代住職
- 第1世 快信
- 第2世 快恵
- 第3世 快盛
- 第4世 快秀
- 第5世 快典
- 第6世 快誉（快誉の弟子覚如が玉蔵院初代住職）
- 第7世 快雅
- 第8世 快宥
- 第9世 快応
- 第10世 快清（弟子の快栄に成福院を復興させる）
- 第11世 快音
- 第12世 快円
- 第13世 本證
- 第14世 盛延
- 第15世 真道
- 第16世 真叡
- 第17世 真弘（信貴山真言宗ではじめて後七日御修法の大阿闍梨を勤め、真言宗長者に成る）
- 第18世 真瑞（現貫主　現信貴山真言宗管長　朝護孫子寺法主）

## 年中行事
大根だき会（え）
年末の行事（例年12月に週ごとに数回開催）で、1年を無事に過ごせたことへの感謝と来年の無病息災を祈って祈祷を終えた参拝客に大鍋で出汁を使って煮込んだ大根を振る舞うもの。1990年代に三重県の農家から大根が奉納されたのがきっかけで始まり、その後は各地から大根が奉納されるようになった。

## 参考書籍
- 『信貴山の昔話ー千手院代々記ー』　高瀬道常著　田中真啓解説　信貴山千手院刊
- 『一目でわかる　毘沙門信仰の手引き』信貴山千手院編　国書刊行会発売
- 『信貴山の毘沙門さま』　田中真瑞監修　信貴山千手院刊
- 『毘沙門天王秘宝蔵霊験記』全五冊　享保3年　浪花書院　地蔵寺蓮体著
- 『大和の名刹　毘沙門天王の総本山』富永航平　朝護孫子寺刊